# Еяль Беркович
Еяль Беркович (івр. איל ברקוביץ; нар. 2 квітня 1972, мошав Регба, Ізраїль) — ізраїльський футболіст, спортивний коментатор і телеведучий.
Беркович грав на позиціях атакуючого півзахисника і «плеймейкера» як в ізраїльській лізі, так і в вищих лігах Англії і Шотландії. Він провів більшу частину своєї кар'єри в Ізраїлі на Маккабі Хайфа, з яким він виграв титул футболіста сезону, два чемпіонати і три кубка, а після довгої кар'єри у Великій Британії, де він домігся успіху, він повернувся на один сезон в Ізраїль, в Маккабі Тель Авів. У збірної Ізраїлю Берковіц був значущим гравцем, зіграв в 78 іграх, забив дев'ять голів і передав багато асистів.
Беркович вважається одним з кращих ізраїльських футболістів всіх часів і включений в Зал слави ізраїльського футболу. У 2009 році він був також обраний британською газетою «Times» на десятому місці в списку кращих півзахисників в історії Прем'єр-ліги.

## Титули і досягнення
- Чемпіон Ізраїлю (3):

«Маккабі» (Хайфа): 1990–91, 1993–94
- Володар Кубка Ізраїлю (1):

«Маккабі» (Хайфа): 1990–91, 1992–93, 1994–95
- Володар Кубка Тото (1):

«Маккабі» (Хайфа): 1993–94
- Переможець Кубка Інтертото (1):

«Вест Гем Юнайтед»: 1999
- Володар Кубка шотландської ліги (1):

«Селтік»: 1999–00